# Łęgowo Sulechowskie
Łęgowo Sulechowskie – przystanek osobowy w Łęgowie na linii kolejowej nr 358 Zbąszynek – Guben, w województwie lubuskim w Polsce.

## Wymiana pasażerska
| Rok  | Wymiana pasażerska na dobę |
| ---- | -------------------------- |
| 2017 | 10-19                      |
| 2022 | 0-9                        |